# Beaumaris
Beaumaris (kymriska: Biwmares) är en mindre ort och community på östra Anglesey, i kommunen Isle of Anglesey i Wales. Befolkningen uppgick till 1 938 invånare vid folkräkningen 2011.
Beaumaris grundades av Edward I av England som fördrev invånarna i Llanfaes till Newborough för att bygga Beaumaris Castle. Staden återskapades och endast engelska invånare hade rätt att leva inom stadsgränserna. Detta blev den första huvudorten för Anglesey. 
Nämnvärda byggnader på orten är bland annat ett domstolshus byggt 1614 som använts sedan dess, en 1500-talskyrka och ett barndomsmuseum. Det finns även en hamn i Beaumaris. Den långa stranden, som också är platsen för Guy Fawkes brasa i november, fick strandpriset blå flagg år 2005.
Slottet, designat av den savojardiske murarmästaren James of St. George, är ett av de bästa exempel på ett koncentriskt slott. Det är beläget i den nordöstra utkanten av orten och sköts av Cadw, som även sköter många andra slott i området.